# Coppa Sabatini 2024
La Coppa Sabatini 2024, settantaduesima edizione della corsa e valida come quarantesima prova dell'UCI ProSeries 2024 categoria 1.Pro, si svolse l'11 settembre 2024 su un percorso di 197,6 km, con partenza e arrivo a Peccioli, in Italia. La vittoria fu appannaggio dello svizzero Marc Hirschi, il quale completò il percorso in 4h53'00", alla media di 40,464 km/h, precedendo l'austriaco Gregor Mühlberger e il danese Anders Foldager.
Sul traguardo di Peccioli 62 ciclisti, dei 155 partiti dalla stessa località, portarono a termine la competizione.

## Squadre e corridori partecipanti
| N.      | Cod. | Squadra                 |
| ------- | ---- | ----------------------- |
| 1-7     | UAD  | UAE Team Emirates       |
| 11-17   | ARK  | Arkéa-B&B Hotels        |
| 21-27   | AST  | Astana Qazaqstan Team   |
| 31-37   | COF  | Cofidis                 |
| 41-46   | EFE  | EF Education-EasyPost   |
| 51-57   | MOV  | Movistar Team           |
| 61-66   | RBH  | Red Bull-Bora-Hansgrohe |
| 71-77   | JAY  | Team Jayco AlUla        |
| 81-87   | BWB  | Bingoal WB              |
| 91-97   | BBH  | Burgos-BH               |
| 101-107 | CJR  | Caja Rural-Seguros RGA  |
| 111-117 | COR  | Corratec Vini Fantini   |

| N.      | Cod. | Squadra                        |
| ------- | ---- | ------------------------------ |
| 121-127 | EKP  | Equipo Kern Pharma             |
| 131-137 | Q36  | Q36.5 Pro Cycling Team         |
| 141-147 | PTK  | Team Polti Kometa              |
| 151-157 | TDT  | TDT-Unibet Cycling Team        |
| 161-167 | TEN  | TotalEnergies                  |
| 171-177 | TUD  | Tudor Pro Cycling Team         |
| 181-187 | VBF  | VF Group-Bardiani CSF-Faizanè  |
| 191-197 | MGK  | MG.K Vis Colors for Peace      |
| 201-207 | PTL  | Petrolike                      |
| 211-217 | TER  | Team Technipes inEmiliaRomagna |
| 221-227 | IWD  | Work Service-Vitalcare-Dynatek |

## Ordine d'arrivo (Top 10)
| Pos. | Corridore         | Squadra    | Tempo    |
| ---- | ----------------- | ---------- | -------- |
| 1    | Marc Hirschi      | UAE        | 4h53'00" |
| 2    | Gregor Mühlberger | Movistar   | a 28"    |
| 3    | Anders Foldager   | Jayco      | s.t.     |
| 4    | Kristian Sbaragli | Corratec   | s.t.     |
| 5    | Axel Huens        | TDT        | a 33"    |
| 6    | Georg Steinhauser | EF         | a 58"    |
| 7    | Michael Storer    | Tudor      | a 1'05"  |
| 8    | Orluis Aular      | Caja Rural | s.t.     |
| 9    | Vincenzo Albanese | Arkéa      | a 1'12"  |
| 10   | Alexander Hajek   | Red Bull   | s.t.     |